# 砂屑灰岩

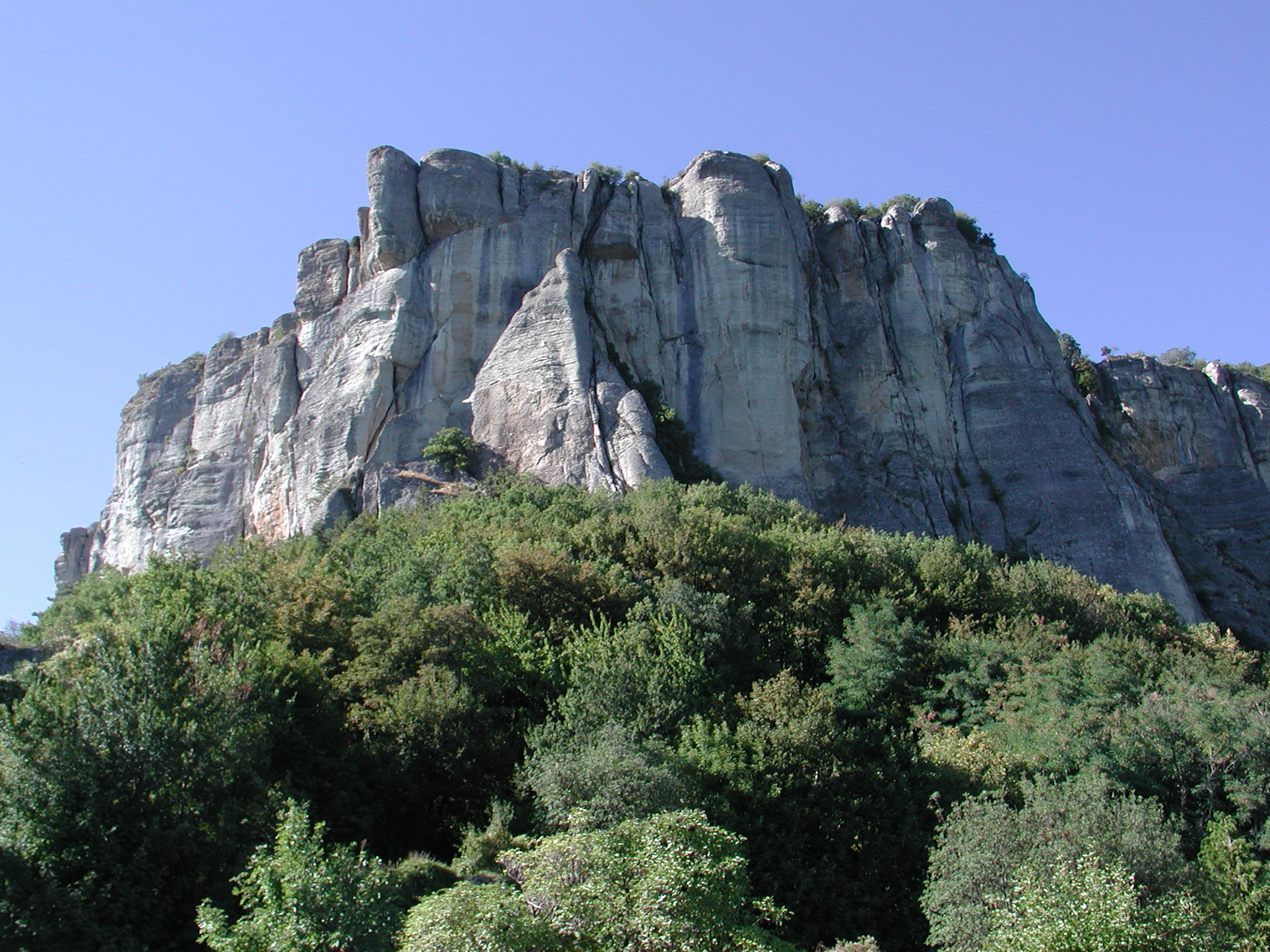
砂屑灰岩， 產地：義大利北部艾米利亞•羅馬涅大區北部亞平寧山脈

砂屑灰岩（英語：Calcarenite）是一種石灰石，主要成分為碳酸鹽的碎屑砂粒（直徑0.0625至2毫米），碳酸鹽顆粒含量超過50%。這些顆粒由沙粒大小的珊瑚、貝殼、鮞粒、石灰岩和白雲石的碎片組合組成。等同砂岩結構但顆粒是碳酸鹽。此一詞最初由Grabau於1903 年提出，作為碎屑石碳酸鹽分類系統的一部分。砂屑灰岩可以在各種海洋和非海洋環境中堆積，包括沿海沙丘（風成岩)、海灘、近海沙壩和淺灘、濁積岩等。